# Sybra assimilis
Sybra assimilis là một loài bọ cánh cứng trong họ Cerambycidae.